# Озеркинское сельское поселение (Марий Эл)
Озерки́нское се́льское поселе́ние — муниципальное образование (сельское поселение) в Горномарийском районе Марий Эл Российской Федерации.
Административный центр поселения — деревня Озерки.

## История
Статус и границы сельского поселения установлены Законом Республики Марий Эл от 18 июня 2004 года № 15-З «О статусе, границах и составе муниципальных районов, городских округов в Республике Марий Эл».

## Население
| 2002  | 2010  | 2011  | 2012  | 2013  | 2014  | 2015  |
| ----- | ----- | ----- | ----- | ----- | ----- | ----- |
| 2801  | ↘2367 | ↘2349 | ↘2275 | ↘2230 | ↘2193 | ↘2147 |
| 2016  | 2017  | 2018  | 2019  | 2020  | 2021  | 2023  |
| ↘2073 | ↘2011 | ↘1957 | ↘1899 | ↘1849 | ↘1612 | ↘1594 |

## Состав сельского поселения
В состав сельского поселения входят одно село, два посёлка и 7 деревень:
| №  | Населённый пункт | Тип населённого пункта          | Население |
| -- | ---------------- | ------------------------------- | --------- |
| 1  | Апаево           | деревня                         | ↘123      |
| 2  | Ахперка          | деревня                         | ↗27       |
| 3  | Еникеево         | деревня                         | ↘281      |
| 4  | Игнашкино        | деревня                         | ↘20       |
| 5  | Коротни          | село                            | →0        |
| 6  | Красное Иваново  | деревня                         | ↘9        |
| 7  | Озерки           | деревня, административный центр | ↘1804     |
| 8  | Работник         | деревня                         | →13       |
| 9  | Три Рутки        | посёлок                         | ↘171      |
| 10 | Шары             | посёлок                         | ↘7        |

## Археология
В бывшей деревне Ахмылово бывшего Коротнинского с/с на краю надлуговой террасы левого берега реки Волги находился Старший ахмыловский могильник приказанской культуры, существовавший в XI—IX веках до н. э. В 1980—1981 годах это место было полностью затоплено Чебоксарским водохранилищем.